# Aéroport d'Alykel
L'aéroport d'Alykel (en russe : Аэропорт Алыкель) (code IATA : NSK • code OACI : UOOO) est un aéroport situé dans le kraï de Krasnoïarsk, en Russie, à 35 kilomètres à l'ouest de la ville de Norilsk. 
Il reçoit des avions de ligne de taille moyenne et est desservi 24 heures sur 24. Comme il est capable de manutentionner des jets à large fuselage, c'est aussi un aéroport de  diversion (en) sur la route polaire (en) 1.